# 美國恐怖故事：異教
《美國恐怖故事：異教》（英語：American Horror Story: Cult）為美國電視劇《美國恐怖故事》第七季，由FX電視網播映。

## 劇情
背景設定在美國底特律郊區，一名經歷911事件的紐約女子艾莉·梅費爾-理查斯帶著密集恐懼症、小丑恐懼症與恐血症三種心理創傷繼續生活。然而，就在川普當選美國總統的那一夜，她內心深處的恐懼被喚醒，多起事件發生危及了與同性伴侶艾薇·梅費爾-理查斯建立的多元家庭。與此同時，一名既聰明又野蠻、具領袖魅力的邪教教主凱·安德森，以小丑的姿態準備在底特律的寧靜社區裡進行駭人的恐怖犯罪。

## 演員

### 主要角色
- 莎拉·保羅森 飾演 艾莉·梅費爾-理查斯（Ally Mayfair-Richards）[2]

一名具有小丑恐懼症、密集恐懼症以及恐血症的希拉蕊支持者，是名女同性戀，與艾薇共同扶養兒子奧茲。在大選過後恐懼症變得嚴重，並受到凱所帶領的邪教糾纏，但是這卻意外的讓她所有的恐懼症被治癒。
她是奧茲的生母，但因生下奧茲而導致艾薇的嫉妒。
從梅朵那裡得知邪教相關訊息後前去莎莉家尋求協助，導致莎莉被邪教殺死，但也因此認出其中一個小丑是艾薇。
之後回到魯迪的精神科診所發現梅朵不見後前往凱的競選大會，發現梅朵在胡亂掃射群眾後試圖奪下她的槍，但無法阻止梅朵吞槍自殺，之後被趕來的警方作為嫌疑犯逮捕。被文森醫生在精神病院扣留了三週後後返家，這之間她甚至考慮過自殺，之後從他口中得知安德森一家的事情，把凱約出來告知文森想把他定罪後為奪回奧茲而加入邪教。
為了向艾薇復仇，她假意向艾薇表示要修補兩人的關係請她吃加入砒霜的晚餐還有紅酒，並說出了她對艾薇的憤怒與怨恨還有在精神病院使用復仇意念來擺脫恐懼症的過程，看著艾薇吐血抽搐而死。
她前往得到奧茲精子的診所向護理師調查出了奧茲父親的身份，並要求護理師偽造一份凱是奧茲父親的捐精紀錄，藉由讓凱相信自己是奧茲的父親來保全奧茲的性命。
在殺死艾薇後，她對邪教成員們開始各個擊破，一開始先責怪溫特使她想脫離邪教的意念增強，接著開槍殺死了凱的啟蒙者碧碧。在發現了內奸「快速馬車」裝在凱車上以及家中的竊聽器並指認溫特是內奸，讓她被凱掐死，之後殺死了「快速馬車」。
她在精神病院期間被已經被懷疑凱已久的FBI作為線人利用，藉以獲得豁免權，讓FBI對房子進行攻堅。事件結束後繼續餐廳生意結識新女友艾莉卡。
她在奧茲的生日派對接到凱從監獄打來的恐嚇電話後參選密西根參議員，並讓貝芙莉擔任她的助手。辯論會當天遭到凱的伏擊，但她事先預想後讓臥底在凱身邊的獄警葛蘿莉亞調包了凱的手槍，在貝芙莉槍殺凱之後順利當上參議員。
- 伊凡·彼得斯 飾演 凱·安德森（Kai Anderson）[2]

一個扭曲、準備伺機破壞的邪教領導。30歲，為川普支持者。溫特的哥哥。
他認為川普當足以造成足夠的混亂，便在大選前開始將邊緣人們納入他的邪教，並且藉由殺人造成的恐慌讓自己能夠當選市議會議長。
2014年時他的父親曾是律師，但在車禍後雙腳殘廢並對母親與他家暴，母親在受不了之後在凱的面前將他的父親用獵槍殺死後吞槍自殺。原先凱想要報警但是魯迪為了自己剛開業的診所以及溫特的大學學費而與凱將屍體直接丟棄在房間。
在成立邪教前喜歡跟溫特上深網假裝成基督教基本教義派人士與社會正義戰士筆戰，之後被深網上的查爾斯牧師(名字影射查爾斯·曼森)約到他的審判屋並看到在那裡遭到查爾斯牧師綁架並折磨的人們，他與溫特解救他們之後把查爾斯牧師綁在有利刃機關的椅子上並開啟機關殺了他。離開審判屋之後試圖解救更多人但還是沒辦法全部拯救，使得他沉迷深網而且性格變得更加偏執。
在總統大選辯論時，他與溫特以及她支持希拉蕊的朋友們起了衝突，一時情緒失控下毆打了其中一人後被提告，作為判決的一部分他去上了憤怒管理課程並遇到了碧碧，在她灌輸索拉納斯的思想後成為他成立邪教的動機。
在父母死後混沌度日的他經常潛入文森的藥方，偷取藥品並與毒蟲進行交易。
他藉由潛入文森的診所，偷看他病患的病歷表跟症狀來掌握邪教成員們的恐懼並操作他們的心理以及精神狀態，也因此艾莉的生活被他搞得一團糟。
他藉由操控梅朵策劃了針對自己槍殺事件並把責任轉嫁的艾莉頭上，並造成莎莉的死亡。
發覺貝芙莉有二心而哈里遜對他來說是潛在麻煩，因此派遣碧碧去對邪教女性成員進行誤導，導致哈里遜死亡。
意圖藉由讓山繆斯與溫特性交，再由他同從後面上山繆斯的方式讓「救世主」誕生，使得溫特開始牴觸邪教。
藉由讓所有邪教成員一同喝下什麼都沒加的酷愛飲料來凝聚邪教的向心力。
他的邪教思想受到查爾斯·曼森、吉姆·瓊斯、大衛·考雷什以及馬歇爾·阿普爾懷特的影響。
他的精神隨著他的事業越來越而開始崩潰，他變得更加偏執並出現了幻聽並看見文森以及查爾斯·曼森的幻覺。聽從了幻覺中曼森的指導，企圖找出邪教裡面的內奸。除了殺死蓋瑞之外，也因為幻覺的煽動而掐死溫特而情緒崩潰。被艾莉告知溫特其實是無辜的之後情緒更加崩潰，因而被艾莉煽動於隔天晚上開始殘殺百名孕婦的行動，在行動當晚被艾莉叫來的FBI進行攻堅後遭逮捕入獄。
他對自己的犯行承認不諱以迴避死刑，並在獄中吸收了許多男性囚犯作為他的軍隊準備向艾莉復仇。
在參議院辯論會當天前往刺殺艾莉，但是手槍被獄警調包，最後被貝芙莉一槍爆頭。
- 夏恩·傑克遜 飾演 魯迪·文森醫師（Dr. Rudy Vincent）

艾莉的心理醫師，實為凱與溫特的哥哥，本名文森·安德森（Vincent Anderson），並非邪教成員。
為了自己的診所與溫特的學費而將雙親的遺體丟棄在房間自行分解
擔心艾莉而將她扣留在精神病院，之後放她回家之後前往艾莉家並揭曉了他與凱以及溫特的兄妹關係，被艾莉責怪後發誓會為她奪回奧茲並將凱定罪，但是被思子心切的艾莉背叛，因此在去找凱的時候被當成背叛者，被凱當著邪教成員的面前削去小指之後割喉殺害。
- 比莉·盧德 飾演 溫特·安德森（Winter Anderson）

20歲左右，個性詭異的年輕女子。患有兒童恐懼症以及自殘傾向，但她似乎找到方法不再傷害自己。為凱的妹妹，但她是希拉蕊支持者。在凱的命令下擔任奧茲的保母。
她有深網的存取權限。
在雙親死亡之後原想揭發凱與魯迪但被凱阻止。
之後在與凱在深網上筆戰並被查爾斯牧師約出來，解救了所有的囚犯後看著凱殺死查爾斯牧師。之後就在一旁為凱越來越偏執的精神狀況擔心，但認為凱不會傷害她，但是凱的偏執使她後悔加入邪教。
因為凱開始疏遠邪教女性成員因此在艾薇的餐廳被當女僕看待，之後在凱的要求下原先要成為凱藉由山繆斯與她性交生下的「救世主」的母親，在無法忍受下推開兩人，落得在路邊撿垃圾的下場。
上了山繆斯的車之後聽到他加入邪教的理由而對他生氣，在要被山繆斯強暴前反擊後並把他一槍爆頭殺死，並把罪嫌栽贓給貝芙莉。
在艾薇遭艾莉毒殺後認為是凱殺死他的，並向艾莉為她所做的一切道歉。之後決定脫離邪教，企圖讓一切回歸正軌，給了貝芙莉一張火車票希望她遠走高飛，但是被已經精神崩潰的貝芙莉拒絕。
在為凱理髮時對他說出了想離開凱的念頭以及對他的愛與恐懼加上被艾莉陷害，因此被凱認定為內奸，在邪教所有成員面前被凱親自掐死。
- 艾莉森·皮爾 飾演 艾薇·梅費爾-理查斯（Ivy Mayfair-Richards）

艾莉的妻子，餐廳所有人。是希拉蕊支持者。
她也是邪教的一員，在大選前就認識溫特，並與溫特設計了艾莉的「外遇」戲碼。在大選後因為川普當選而艾莉並未投票給希拉蕊而對艾莉以及美國感到失望，加入邪教後決心針對艾莉下手。
她因自己的子宮內膜異位而無法生育，因此她對艾莉生下奧茲感到嫉妒。也因為艾莉的恐懼症使她對艾莉充滿憎恨。
大選後因為害怕自己綁架蓋瑞的事情東窗事發而跟著溫特去找凱，之後加入邪教。
對於邪教的殺人行為感到抗拒但被凱逼著對RJ下手。
在碧碧的帶領下從哈里遜口中套出梅朵的真相，在極度不滿下用電鋸肢解了哈里遜。
在凱掌權後在自己的餐廳遭到凱的男性手下當成女僕看待而心生不滿。
看到艾莉加入邪教之後非常的震驚，在跟艾莉道歉後決定脫離邪教。之
最後被極欲復仇的艾莉下毒殺死，屍體被艾莉與凱棄置在放著凱雙親屍體的房間。

### 其他角色
- 庫柏·道森（英语：Cooper Dodson） 飾演 奧茲·梅費爾-理查斯（Oz Mayfair-Richards）

艾莉與艾薇的兒子，是個有禮的小男孩。他是《小丑殺手》漫畫的忠實書迷，但最近開始經常夢到有關小丑殺手的惡夢。
艾莉向凱謊報他的生父是凱以保全他的性命，在艾莉與貝芙莉脫離邪教後開了生日派對。
艾莉在競選成功後，恭喜艾莉成功並表示他愛她後，抱著小丑殺手玩偶在床上睡去。
- 萊絲莉·葛羅斯曼（英语：Leslie Grossman） 飾演 梅朵·威爾頓（Meadow Wilton）

艾莉與艾薇的鄰居，哈里遜名義上的妻子。目擊哈里遜與凱一同分屍維尼之後被凱勸誘而加入邪教並愛上凱。
對邪教的殺人感到抗拒,被邪教扔入大坑洞中後被艾莉發現，爬出坑洞向艾莉求救並供出了溫特、哈里遜、山繆斯以及艾薇都是邪教成員的事情後被邪教蓋布袋拖走。
事實上她從頭到尾都忠於邪教，因為對凱的愛情而聽從他的指示告知艾莉邪教的真相並在凱的造勢活動上胡亂槍殺路人並射傷凱，被艾莉阻止時吞槍自殺死亡。死後被指認出是槍手。
- 柯爾登·海尼斯 飾演 傑克·山繆斯警探（Detective Jack Samuels）

警探，同時也是邪教成員，為哈里遜的戀人。為一名未出櫃的同志，因為不願承認自己是同性戀而假裝成異性戀並且恐同。
原先是抓到在外面兜售藥物的凱並企圖牟利，但是在凱目睹他與一名女性的性愛不順利之後被他點出其實他真正需要的是男人，在與凱發生關係後主從關係逆轉，並加入邪教。
被凱命令與溫特發生關係時讓他肛交以生下「救世主」但被溫特推開，之後開著車在路上遇到撿垃圾的溫特，在與溫特起了爭執後試圖強暴她，被溫特一槍爆頭。
- 法蘭西絲·康諾 飾演 碧碧·芭比特（Bebe Babbit)

瓦萊麗·索拉納斯的愛人，找上了貝芙莉。
為黃道帶殺手其中一人。帶領貝芙莉、艾薇、溫特等人一同殺死哈里遜。
實際上是凱的間諜。她會認識凱是因為凱曾與溫特的朋友起爭議，結果被判要上憤怒管理課程，而她正是他的導師。她教導凱索拉納斯的思想，意圖讓他成為極端女權的先鋒，但卻沒想到他現在卻成為仇女的大戶。對凱造成的一切感到怒火中燒，前去找凱發生了爭執，最後企圖殺死凱不成被艾莉一槍爆頭。
- 艾瑪·羅勃茲 飾演 瑟琳娜·貝琳達（Serena Belinda）

記者，為川普支持者，貝芙莉的競爭對手。以色誘並與男性上床攀上高位，最後與她的攝影師被凱、梅朵與哈里遜三人裝扮成的小丑亂刀刺死。
- 查兹·波諾（英语：Chaz Bono） 飾演 蓋瑞·隆斯崔特（Gary Longstreet）

超市收銀員，為川普支持者。
在大選前因支持川普而抓了艾薇的胯下後被溫特指責，之後在超市被蒙面的溫特與艾薇擊昏，並被銬在超商地下室。之後從凱的手上拿到一把鋸子。將自己被銬住的手鋸掉後前去投票所投票。
之後加入邪教，對凱非常忠誠。最後被凱的部下們持菜刀亂刀捅死，屍體被丟棄在一家墮胎診所前面並在旁邊留下了「終止殺戮」的標語，是蓋瑞的死能夠被凱栽贓給他的競選對手。
- 阿蒂娜·波特（英语：Adina Porter） 飾演 貝芙莉·霍普（Beverly Hope）

一名沉默的記者，在凱的勸誘下加入邪教。
殺死了主播鮑伯後用勾小指的儀式套出凱的過去
在凱的競選成功之後對於凱沒有昂讓她得到要應有的對等權力感到不滿，在遇見碧碧之後將她介紹給邪教的女性成員，企圖對凱翻起反旗。並在碧碧的帶領下與艾薇、溫特一起殺死哈里遜。
在溫特誣賴她是殺死山繆斯的兇手後被關進隔離室，之後被凱釋放並被他逼著第一個喝下酷愛。
在精神極度崩潰的情況下要求艾莉殺死自己，但被艾莉暗示FBI將會對邪教進行攻堅，她原先被逮捕，但因艾莉供稱沒有看到她也任何犯罪行為而被釋放。
她來到艾莉的餐廳與艾莉重聚，參加了奧茲的生日派對後作為艾莉的選舉副手活動，最後在辯論會時把凱一槍爆頭。
- 比利·艾斯納（英语：Billy Eichner） 飾演 哈里遜·威爾頓（Harrison Wilton）

梅朵名義上的丈夫，男同性戀。原為健身教練，因為同性戀的身份遭受職場霸凌，在凱的誘導下殺死了自己的老闆維尼，之後被凱所勸誘加入邪教。
最後被邪教女性成員套出梅朵的真相後，被艾薇用電鋸分屍殺害。
- 伊凡·彼得斯 飾演 安迪·沃荷（Andy Warhol)

富有名望的普普藝術家，在弄丟瓦萊麗的劇本之後遭到她持槍刺殺。
- 莉娜·丹恩 飾演 瓦萊麗·索拉納斯（Valerie Solanas）

激進的女性主義家，患有偏狂型精神分裂症。著有《人渣宣言》(SCUM Manifesto)，她計畫要將男性從世上抹消，因此與她的追隨者們開始了一連串屠殺行動，即為廣為人知的黃道帶殺手犯下的一連串罪案。
她與她的追隨者們殺死了其中一個男性追隨者，割除他的性器官後後將他的肢體排成十字準星狀。等屍體被發現後向警方自首，但是警方不採信她的說法。而她的「人渣」集會也因此分崩離析。她陷入瘋狂並爆肥，並看到沃荷的幻覺，最後抑鬱而終。
- 伊凡·彼得斯 飾演 大衛·考雷什（David Koresh）

大衛教派教祖。
- 伊凡·彼得斯 飾演 吉姆·瓊斯（Jim Jones）

人民聖殿教教祖，造成了喧騰一時的瓊斯鎮大屠殺。
- 伊凡·彼得斯 飾演 馬歇爾·阿普爾懷特（Marshall Applewhite）

天堂之門教祖。
- 伊凡·彼得斯 飾演 查爾斯·曼森（Charles Manson）

曼森家族領導者。作為凱的幻覺出現。
- 伊凡·彼得斯 飾演 耶穌基督（Jesus Christ）

在凱所編造的吉姆·瓊斯故事中出現並復活了瓊斯。
- 瑞秋·羅勃茲（英语：Rachel Roberts (model)） 飾演 莎朗·泰特（Sharon Tate）

女演員，曼森的受害者。
- 莎拉·保羅森 飾演 蘇珊·亞特金斯（Susan Atkins）

曼森的其中一名追隨者。
- 比莉·盧德 飾演 琳達·卡薩比（Linda Kasabian）

曼森的其中一名追隨者。
- 萊絲莉·葛羅斯曼（英语：Leslie Grossman） 飾演 派翠西亞·克倫溫克爾（Patricia Krenwinkel）

曼森的其中一名追隨者。
- 比利·艾斯納（英语：Billy Eichner） 飾演 泰克斯·華生（Tex Watson）

曼森的其中一名追隨者。
- 瑪麗·溫寧漢（英语：Mare Winningham） 飾演 莎莉·克夫勒（Sally Keffler）

凱在選舉的競爭對手，是正統共和黨的保守派。在艾莉前往她家尋求協助時被邪教闖入，接著被凱槍殺後偽裝成自殺。
- 約翰·卡羅·林區 飾演 小丑殺手（Twisty the Clown）

第四季登場角色，神經質小丑殺手，為奧茲愛看的漫畫《小丑殺手》的主角。

## 集數
| 總集數 | 集數 （季） | 標題                                             | 導演               | 編劇                    | 首播日期       | 製作 代碼 | 美國收視人數 （百萬） |
| ------ | ----------- | ------------------------------------------------ | ------------------ | ----------------------- | -------------- | --------- | --------------------- |
| 74     | 1           | 大選之夜 Election Night                          | 布萊德利·布約克    | 萊恩·墨菲 布萊德·佛查克 | 2017年9月5日   | 7ATS01    | 3.93                  |
| 75     | 2           | 別怕黑 Don't Be Afraid of the Dark               | 麗莎·強森          | 提姆·米尼爾             | 2017年9月12日  | 7ATS02    | 2.38                  |
| 76     | 3           | 地獄來的鄰居 Neighbors from Hell                 | 格溫妮絲·霍德-佩頓 | 黃毅瑜                  | 2017年9月19日  | 7ATS03    | 2.25                  |
| 77     | 4           | 11月9日 11/9                                     | 格溫妮絲·霍德-佩頓 | 約翰·J·格雷             | 2017年9月26日  | 7ATS04    | 2.13                  |
| 78     | 5           | 洞 Holes                                         | 梅姬·凱利          | 克莉絲朵·劉             | 2017年10月3日  | 7ATS05    | 2.20                  |
| 79     | 6           | 中西部刺客 Mid-Western Assassin                  | 布萊德利·布約克    | 托德·庫布拉克           | 2017年10月10日 | 7ATS06    | 2.15                  |
| 80     | 7           | 扛罪 Valerie Solanas Died for Your Sins: Scumbag | 瑞秋·戈德堡        | 克莉絲朵·劉             | 2017年10月17日 | 7ATS07    | 2.07                  |
| 81     | 8           | 不滿之冬 Winter of Our Discontent                | 芭芭拉·布朗        | 喬書亞·格林             | 2017年10月24日 | 7ATS08    | 2.06                  |
| 82     | 9           | 飲毒 Drink the Kool-Aid                          | 安琪拉·貝瑟        | 亞當·潘恩               | 2017年10月31日 | 7ATS09    | 1.48                  |
| 83     | 10          | 曼森當家 Charles (Manson) in Charge              | 布萊德利·布約克    | 萊恩·墨菲 布萊德·佛查克 | 2017年11月7日  | 7ATS10    | 1.82                  |
| 84     | 11          | 再次偉大 Great Again                             | 珍妮佛·林奇        | 提姆·米尼爾             | 2017年11月14日 | 7ATS11    | 1.97                  |

## 反響

### 評價
《美國恐怖故事》第七季《異教》獲得了正面好評。爛番茄給出了74％的新鮮度，7.05/10分。
| 《{{{title}}}》（2017年）：烂番茄追踪到的所有评论家的评论中，正面评论占比 |                                                              |
|                                                                           | 由于已知的技术原因，图表暂时不可用。带来不便，我们深表歉意。 |

### 獎項和提名
在第七季中，該系列獲得25項提名，其中3項獲獎。

### 收視
| 序 | 標題                                        | 播出日期       | 收視率 （18–49歲） | 收視人数 （百萬） | DVR收視率 （18–49歲） | DVR收視人数 （百萬） | 總收視率 （18–49歲） | 總收視人数 （百萬） |
| -- | ------------------------------------------- | -------------- | ------------------ | ----------------- | --------------------- | -------------------- | -------------------- | ------------------- |
| 1  | Election Night                              | 2017年9月5日   | 2.0                | 3.93              | 待定                  | 待定                 | 待定                 | 待定                |
| 2  | Don't Be Afraid of the Dark                 | 2017年9月12日  | 1.2                | 2.38              | 1.7                   | 3.05                 | 2.9                  | 5.43                |
| 3  | Neighbors from Hell                         | 2017年9月19日  | 1.2                | 2.25              | 待定                  | 待定                 | 待定                 | 待定                |
| 4  | 11/9                                        | 2017年9月26日  | 1.1                | 2.13              | 1.5                   | 2.87                 | 2.7                  | 5.00                |
| 5  | Holes                                       | 2017年10月3日  | 1.1                | 2.20              | 1.5                   | 2.82                 | 2.6                  | 5.02                |
| 6  | Mid-Western Assassin                        | 2017年10月10日 | 1.0                | 2.15              | 1.2                   | 2.28                 | 2.2                  | 4.43                |
| 7  | Valerie Solanas Died for Your Sins: Scumbag | 2017年10月17日 | 1.0                | 2.07              | 1.5                   | 2.74                 | 2.5                  | 4.81                |
| 8  | Winter of Our Discontent                    | 2017年10月24日 | 1.0                | 2.06              | 1.4                   | 2.56                 | 2.4                  | 4.62                |
| 9  | Drink the Kool-Aid                          | 2017年10月31日 | 0.7                | 1.48              | 1.4                   | 2.56                 | 2.1                  | 4.04                |
| 10 | Charles (Manson) in Charge                  | 2017年11月7日  | 0.8                | 1.82              | 待定                  | 待定                 | 待定                 | 待定                |
| 11 | Great Again                                 | 2017年11月14日 | 1.0                | 1.97              | 待定                  | 待定                 | 待定                 | 待定                |

## 外部連結
- 官方网站
- 《《美國恐怖故事》》各集列表 来自互联网电影数据库
- 豆瓣电影上《美國恐怖故事：異教》的資料 （简体中文）